# Dave LaRue
Dave LaRue (Woodbridge, 27 ottobre 1956) è un bassista statunitense.

## Biografia

### Nelle band
Divenne conosciuto nel 1984, quando entrò a far parte della Steve Morse Band, e nel 1988 entrò nei Dixie Dregs.
Lasciati questi ultimi nel 2002, entra nei Planet X, gruppo musicale fondato da Derek Sherinian, in sostituzione di Tony Franklin. Uscito da questa band l'anno successivo, vi farà ritorno nel 2009, dopo lo scioglimento della Steve Morse Band.
Nel 2010, in seguito al dissolvimenti anche di questi ultimi, LaRue divenne membro del supergruppo Flying Colors assieme al suo compagno di lunga data Steve Morse.

### Come turnista
Nel corso degli anni ha svolto anche una rilevante attività come turnista, collaborando con i membri dei Dream Theater John Petrucci nei suoi due album solisti, Suspended Animation e Terminal Velocity, e con Jordan Rudess in diverse occasioni, oltre che con il chitarrista degli UFO Vinnie Moore.

## Influenze musicali
Nella sua formazione musicale sono state determinanti le influenze stilistiche di musicisti quali Martin Turner, Steve Rodby e Stanley Clarke, ma prevalentemente la tecnica di Tony Levin, più volte menzionato come sua primaria fonte di ispirazione.

## Strumentazione
Suona con i bassi Music Man, in particolare i modelli "Sterling" e "StingRay 5" e ha contribuito fattivamente allo sviluppo della linea "Bongo" che include modelli a 4 o 5 corde con o senza tasti. 
Da marzo a settembre 2006 ha suonato con Joe Satriani nel Super Colossal tour.

## Discografia

### Da solista
- 1992 – Hub City Kid

### Con i Dixie Dregs
- 1992 – Bring 'Em Back Alive
- 1994 – Full Circle

### Con i Flying Colors

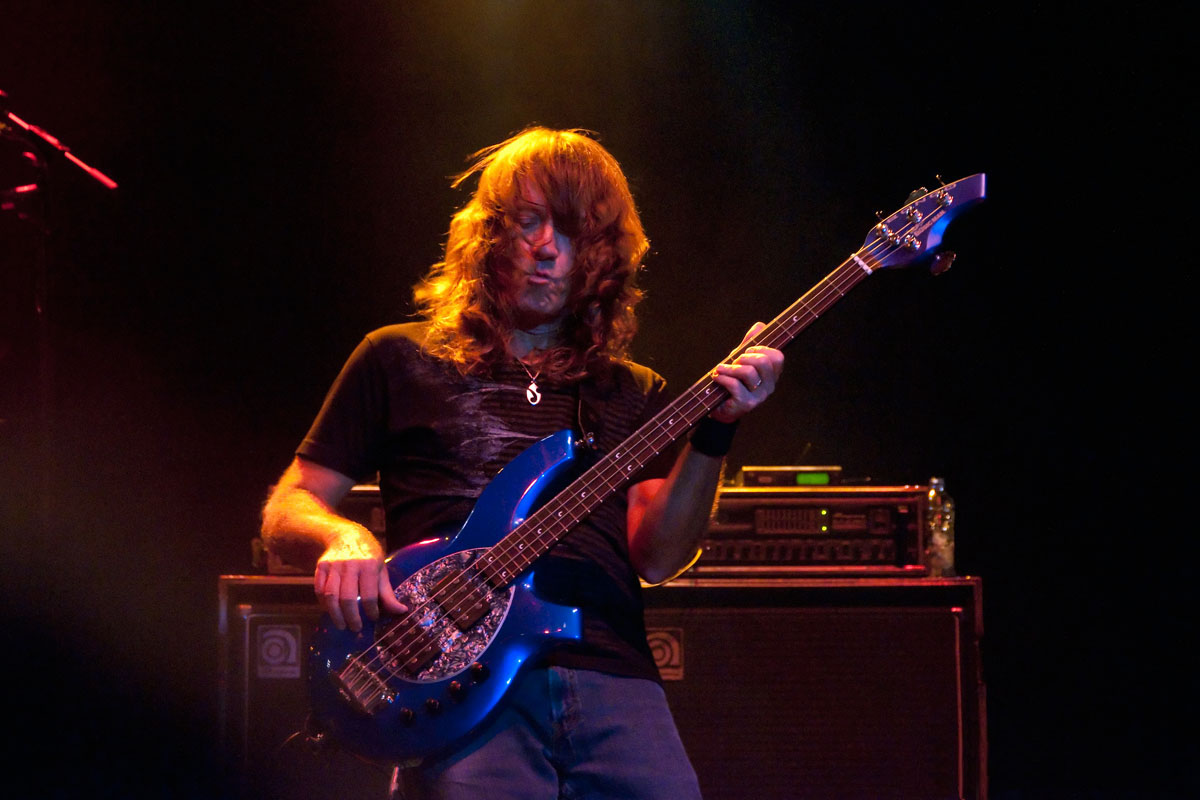
Dave in concerto con i Flying Colors a Tilburg il 20 settembre 2012

- 2012 – Flying Colors
- 2014 – Second Nature
- 2019 – Third Degree

### Con la Steve Morse Band
• 1991 - Southern Steel
- 1992 – Coast to Coast
- 1995 – Structural Damage
- 1996 – StressFest
- 2000 – Major Impacts
- 2002 – Split Decision
- 2004 – Major Impacts 2

### Con i Planet X
- 2002 - Live from Oz

### Collaborazioni
- 1999 – Vinnie Moore – The Maze
- 2001 – Vinnie Moore – Defying Gravity
- 2004 – Jordan Rudess – Rhythm of Time
- 2005 – John Petrucci – Suspended Animation
- 2006 – Hammer of the Gods – Two Nights in North America
- 2014 – Jordan Rudess – Explorations
- 2017 – Jordan Rudess – Intersonic
- 2020 – John Petrucci – Terminal Velocity
- 2021 – Jordan Rudess – A Chapter in Time